# Wasza wysokość
Wasza wysokość (ang. Your Highness) – amerykański film komediowy z 2011 roku.

## Treść[1]
Dwóch królewiczów – próżny i leniwy Thadeous oraz odważny i szlachetny Fabious - wyruszają na pomoc pięknej królewnie porwanej przez złego czarnoksiężnika. Po drodze dołącza do nich dzielna wojowniczka Isabel. W trudnej misji muszą stawić czoła wielu niebezpieczeństwom.

## Obsada
- Danny McBride - książę Thadeous
- James Franco - książę Fabious
- Natalie Portman - Isabel
- Zooey Deschanel - Belladonna
- Justin Theroux - Leezar
- Toby Jones - Julie
- Damian Lewis - Boremont
- Rasmus Hardiker - Courtney
- Simon Farnaby - Manious
- Deobia Oparei - Thundarian
- Charles Dance - król Tallious
- John Fricker - Marteetee